# Acratodes suavata
Acratodes suavata là một loài bướm đêm thuộc họ Geometridae. Loài này được tìm thấy ở vùng Caribe và Bắc Mỹ.
Số MONA hay Hodges của Acratodes suavata là 7148.